# Алферакі Ахіллес Миколайович
Ахіллес Миколайович Алферакі (* 3 липня 1846, Харків,— † 27 грудня 1919, Петроград) — російський композитор грецького походження.
Закінчив історико-філологічний факультет Московського університету. По фортепіано і теорії музики навчався приватно у Воланжа, Прокша та інших педагогів. Автор опер «Лісовий цар» і «Купальська ніч», двадцяти трьох зошитів пісень для голосу з фортепіано, а також хорів, романсів і інших творів. В деяких романсах, зокрема «Осіння ніч» на сл. Г. Гейне (1884), використав інтонації українських народних пісень.